# Helig basilika
Helig basilika (Ocimum tenuiflorum) är en kransblommig växtart som beskrevs av Carl von Linné. Helig basilika ingår i basilikasläktet som ingår i familjen kransblommiga växter. Inga underarter finns listade i Catalogue of Life.
Helig basilika används i religiösa ceremonier inom hinduismen, och används i ayurvedisk, indisk traditionell medicin.
Örten används även vid matlagning i Thailand. (thai: กะเพรา kaphrao).

## Bildgalleri

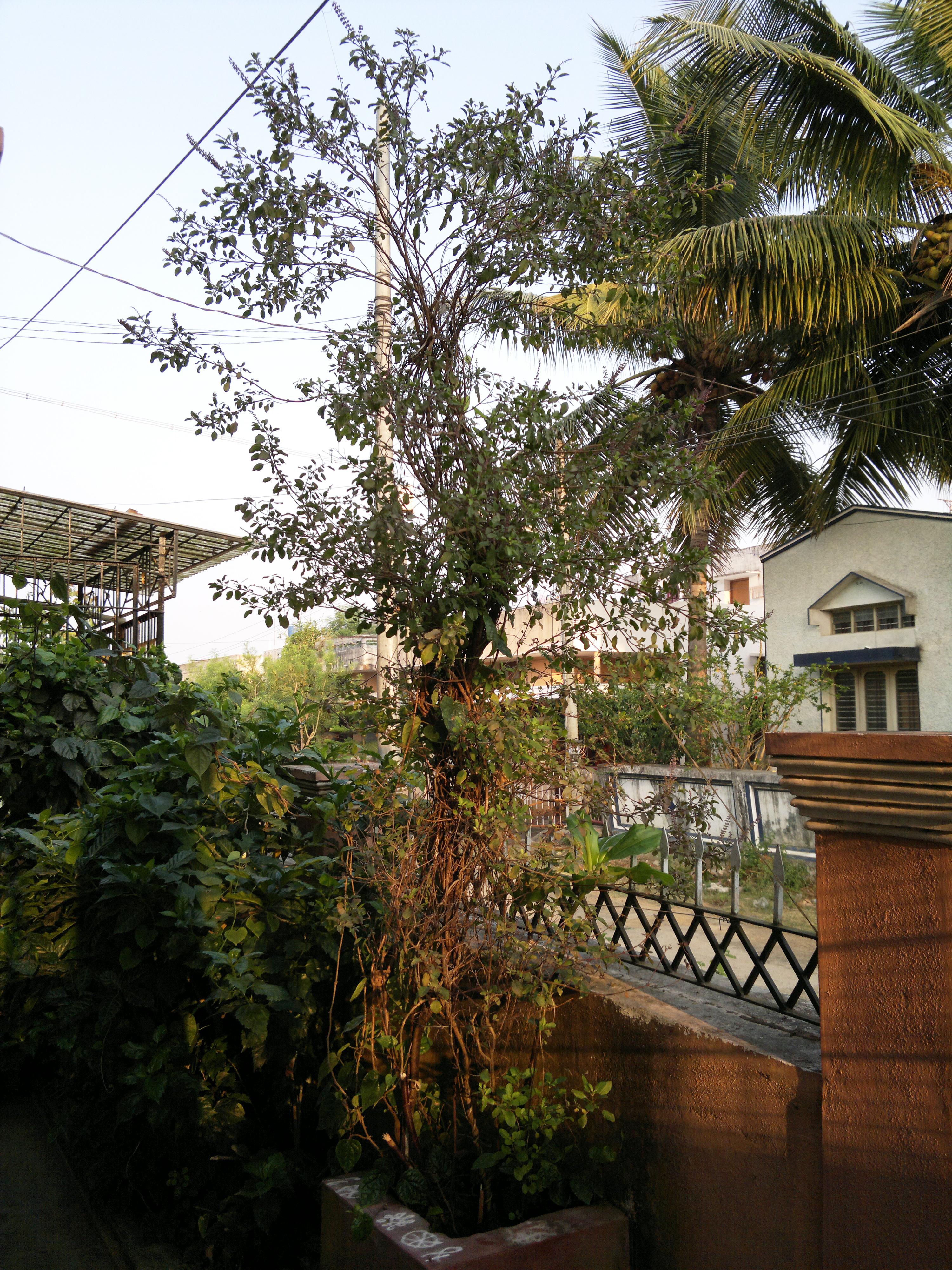
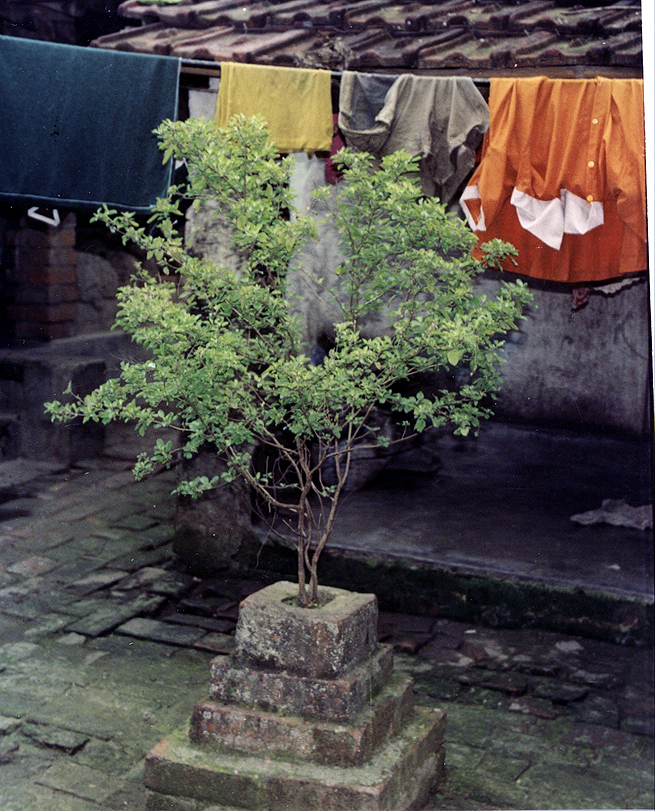
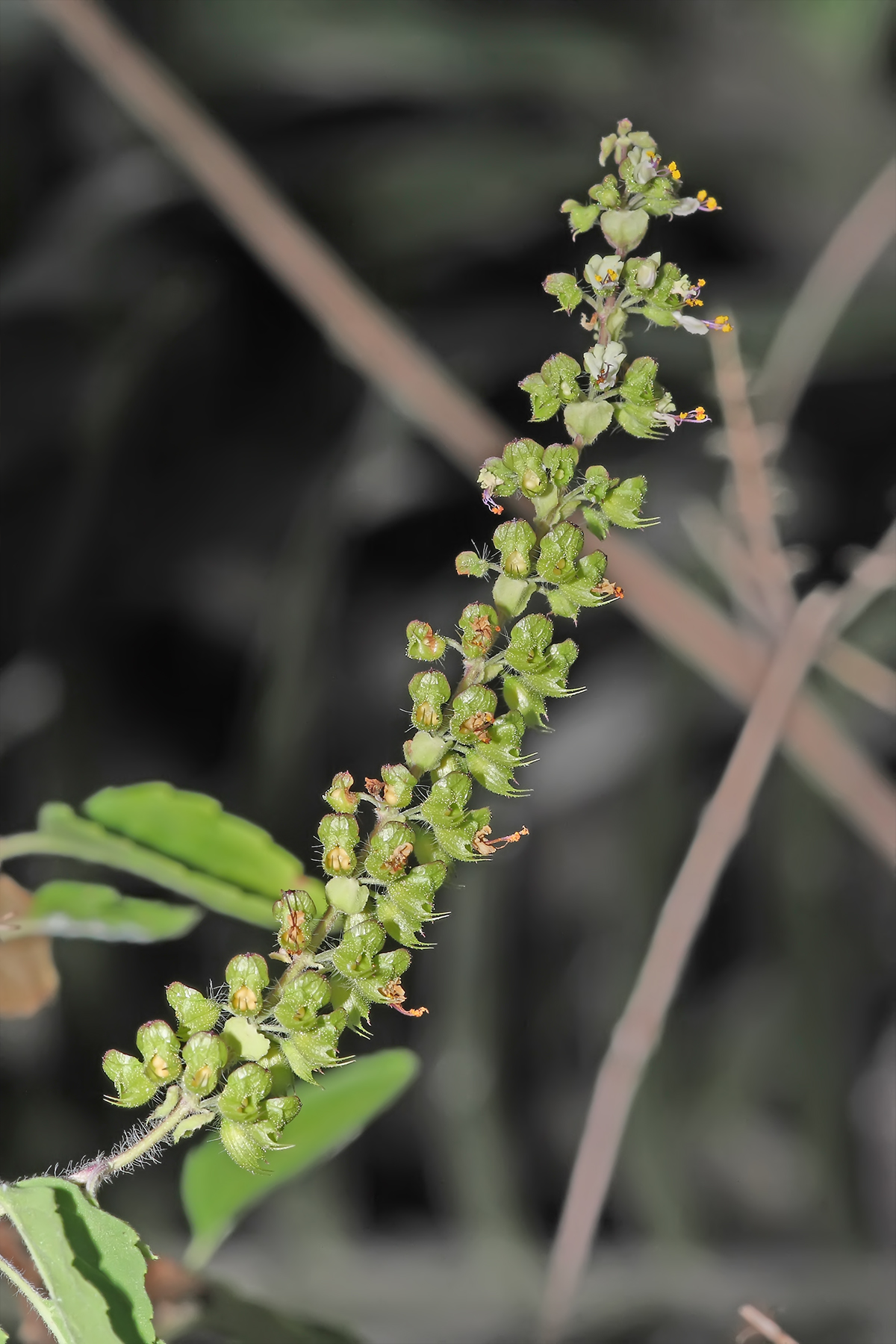
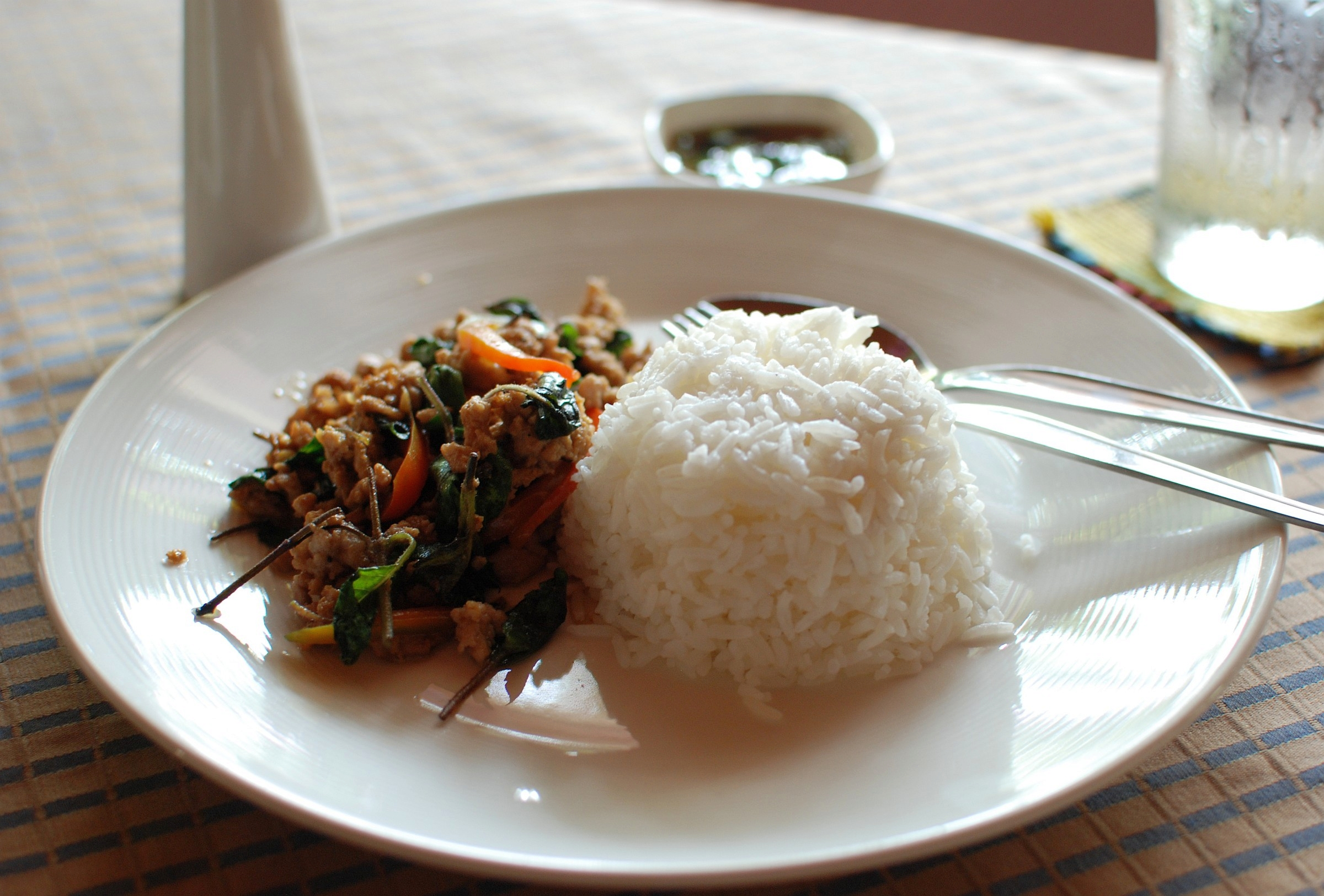
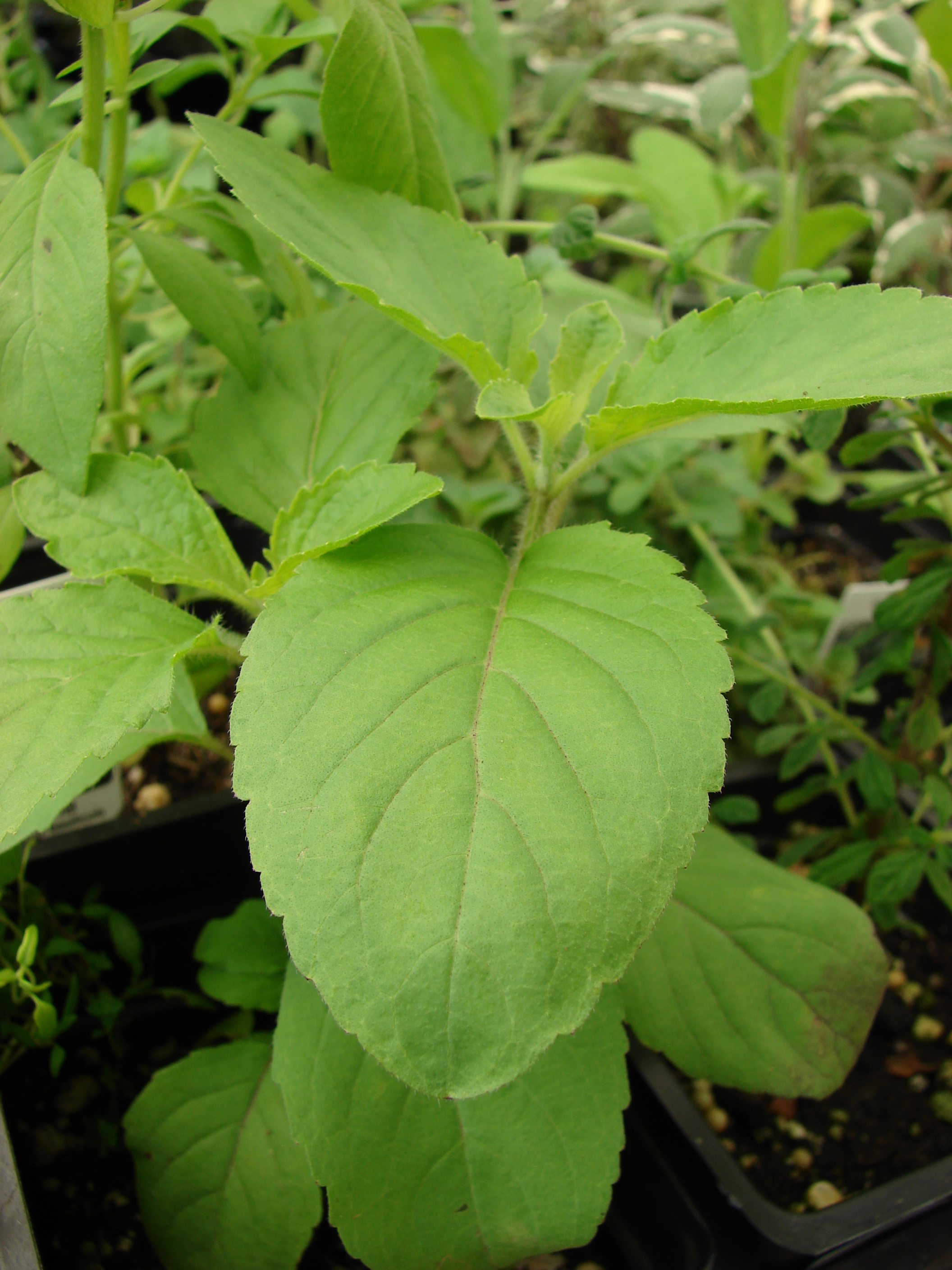